# Nicola Vaccai
Nicola Vaccai (Tolentino, 15 de març de 1790 - Pesaro, 6 d'agost de 1848) fou un compositor italià.
Era d'origen florentí. En la seva ciutat natal començà a estudiar lletres clàssiques, i a l'edat de tres anys es traslladà amb els seus pares a Pesaro i en aquesta començà els seus estudis musicals fins al 1807, es formà musicalment amb el mestre B. Fabbri. També a Pesaro s'estrenaren dues tragèdies que Vaccai havia escrit en l'adolescència. Sent més tard enviat a Roma per a cursar Dret, però no tardà a dedicar-se per sencer a la música i tingué per mestre en Jannanconi, el qual l 1811 havia succeït a Zingarelli en el càrrec de mestre de capella en la Catedral de Sant Pere. Aquest mateix any, Vaccai s'havia titulat en el Conservatori de Santa Cecília. I més tard es traslladà a Nàpols, on hi va viure tres anys i on va rebre lliçons de Paisiello i fou col·laborador anònim de Fioravanti des de 1814. Al cap de poc va compondre les cantates L'omaggio della Gratitudine i Andromeda, i el 1814 estrenà la seva primera òpera I solitari di Scozia amb llibret de Leone Andrea Tottola, que assolí un feliç èxit, seguida però, d'altres que assoliren poc èxit, pel que es decidí a deixar la composició per a dedicar-se a l'ensenyança, que exercí successivament a Venècia, que llavors era un actiu centre de la vida musical i cultural en general, amb diversos teatres públics oberts, i no tan sols durant els carnavals.

## Estada a Venècia
Allà Vaccai desenvolupà la doble personalitat se compositor i mestre de cant particular per les famílies de l'alta societat. Per al teatre "San Benedetto" va compondre Malvina, sobre un llibret farsesco de Gaetano Rossi, que fou estrenada el 1816; els resultats foren mediocres, malgrat que la crític digués que els seu estil era <bonic, ingenu, espontani, digne d'un mestre consumat i no d'un jove que comença>: un altre diari comentà: <L'autor apareix com un digne deixeble de la fina doctrina de Paisiello>, Considerant-se poc afortunat en la carrera operística, Vaccai es prodigà en l'ensenyança malgrat que sense deixar la composició de música simfònica i sacra; també va escriure la música d'un ballet per a La Fenice de Venècia, Camma regina di Gallizia (1817), que fou molt celebrat. Per la primavera de 1818 va compondre Il lupo di Ostenda ovvero l'innocenza salvata dalla colpa, sobre un llibret de Bartolomeo Merelli, que fou elogiada pels crítics, encara que acusaren l'autor <d'haver desplegat un gust un xic rossinià>; en tot cas l'èxit li va somriure, sobre tot en el primer acte. Tanmateix, en les reposicions, el segon de Il lupo i Ostenda es substituí sovint pel segon de La Cenerentola de Gioachino Rossini, practica habitual en aquella època. També per a La Fenice va compondre altres tres ballets Timukan (1819); Il trionfo di Alessandro in Babilonia i Iphigenia in Aulide (1820). Paral·lelament portà a terme una tasca que testimonia que mai havia deixat de banda la seva antiga passió literària, a saber, la traducció a l'italià del Joseph de Méhul (1820), òpera en aquell temps celebradíssima i que edita Ricordi a Itàlia.

## Anada a Trieste i Milà
Arrel d'un desengany amorós va resoldre traslladar-se a Trieste, sempre dedicat a l'ensenyant-ça, i el 1822 fou mestre de capella a Frohsdorf, prop de Viena, per a la casa Baciocchi-Lipona. Però l'estada en la ciutat imperial fou molt breu i tornà a Trieste, on va romandre fins a la tardor de 1823, dedicant-se exclusivament a la docència, amb l'excepció de la coposició de diverses ariette de cambra per les acadèmies públiques. Amb la intenció d'assolir una càtedra en el Conservatori de Milà, es traslladà ala capital llombarda, però no aconseguí els seus propòsits; per això acceptà la proposta de Merelli, de compondre una òpera semi-seria, Pietro il Grande ossia Un geloso allà tortura, que fou estrenada el 17 de gener de 1824 en el "Teatro Reggio" de Parma, amb un intèrprets excel·lents, i que resultà un èxit clamorós.
A aquesta li seguiren diverses altres per als teatres de Milà, Nàpols i Torí. La primera d'aquestes fou La pastorella feudatari, amb llibret de Merelli, que el 18 de setembre de 1824, en el "Carignano" de Torí, recollí un triomf més gran encara que el assolit a Parma l'any anterior per la seva antecessora Pietro il Grande; plena d'agradables melodies, l'òpera s'imposà després en altres teatres italians, de Trieste a Ancona, així com a París i més tard a Dresden, on la posà en escena Morlacchi. A aquesta li seguí Zadig e Astartea, sobre un assumpte de Tottola, que s'estrenà el 21 de febrer de 1825 en el "San Carlo" de Nàpols, amb un èxit que ratificà, segons les cròniques de l'època, les excel·lències artístiques del compositor, tant en el repertori seriós i dramàtic com en el notable relleu que atorgava a l'orquestració. L'obra es reposà el 1832 a Venècia, en versió parcialment modificada i amb el títol de L'esiliato di Babilonia; en la mateixa ciutat, quan uns anys més tard es representà Guillaume Tell de Rossini, la premsa comentà que <els cors del Zadig recordaven la bellesa dels de l'òpera e Rossini>. Per aquestes analogies, i en virtut d'una practica habitual en la primera meitat del segle xix, l'òpera de Vaccai solia representar-se amb obertura de la de Rossini.
De retorn a Milà, el músic es va encoratjar en una infortunada passió per la cantant, Adele Cesari, la qual havia estat protagonista de Zadig e Astartea, i en aquesta infausta situació va compondre Giullietta e Romeo, considerada la seva obra mestra. El llibret pertanyia a Felice Romani, i l'òpera estrenada en el "Teatro della Cannobiana" el 31 d'octubre de 1825, assolí un èxit enorme, que es prolongà durant tota la temporada, es renovà a la següent en La Scala de Milà i continuà en els principals teatres d'Europa, sobre tot a causa de l'apassionat lirisme del tercer acte, la seva intensitat musical i dramàtica, i la varietat d'expressió. Rossini va escriure que l'obra assegurava a Vaccai <un setial lluminós entre els compositors de major renom>. El gust de l'època pel pastici feu, per altra banda, que s'incloïa el seu últim acte a I Capuleti e i Montecchi de Bellini, per a satisfer el caprici de la Malibran.
L'òpera següent fou Bianca di Messina, amb llibret de Lodovico Carignano, que recollí a favor del públic torinès amb motiu de la seva estrena, el 20 de gener de 1826, en el "Teatro Carignano". De retorn a Milà es dedicà a la composició de Saul, sobre un llibret de Romai; però, per diferència de criteris amb l'empresari, anteposà el final de Li precipizio ovvero Le fucine di Norvegia, que s'estrenà en la Scala el 16 d'agost de 1826; no obstant alguns inconvenients en l'execució, la música, basada en el llibret de Merelli, agradà en general i se la jutjà no inferior a Giulietta e Romeo, sobre tot per la interpretació de la Malibran en el rol de protagonista. L'òpera següent, Giovanna d'Arco, amb llibret de G. Rossi, s'estrenà a Venècia el 17 de febrer de 1827 i, i malgrat les pors de l'autor, fou favorablement rebuda pel públic, si bé la critica no escatimà els judicis adversos, que semblaven decidits ja amb antelació. Després de compondre una cantata basada en la novel·la Ildegonda de Tommaso Grossi, el músic retronà a Milà, per a compondre Saladino e Clotilde, sobre un text de Luigi Romanelli, el qual ja havia escrit abans llibrets per a Mercadante i Pacini. L'obra s'estrenà el 4 de febrer de 1828 i no va agradar al públic de la capital llombarda. Aquest fracàs li costà a Vaccai lla rescissió del contracte de composició d'una òpera per la inauguració del "Teatro Carlo Felice" de Gènova, la direcció del qual preferí a Bellini, amb la seva òpera Bianca e Fernando.
Fou el període més trist de la vida de Vaccai, abatut també per diverses frustracions sentimentals; però vingué aixecar-li la moral l'encàrrec de l'empresari Barbaja d'una òpera per al San Carlo de Nàpols, instant-lo a acabar la inconclusa Alexi, de Carlo Conti amb llibret de Tottola (1828). L'obra arranjada fou acollida fredament, ntre d'altres motius per la solució tràgica destinada a celebrar la onomàstica de la reina. En les mateixes circumstancies, Vaccai procedí a modificar amb un final feliç la seva Giovanna d'Arco, però la reposició en el san Carlo fou molt desafortunada. també a Nàpols s'estrenà Saul l'11 de març de 1929, amb excel·lent intèrprets, com ara Luigi Lablache, Giovanni Battista Rubini i la Adelaide Comelli-Rubini
Nous assaigs de composició en els principals teatres d'Itàlia, que li havien obert les seves portes a causa de la seva reputació com a professor, no foren gaire afortunats, malgrat que una de les seves òperes, Giulietta e Romeo, estrenada a Milà el 1825, assolí un bon èxit.
De 1829 a 1832 residí a París i Londres, on s'acredità com a mestre de cant, però no com a compositor. Anys més tard Itàlia i estrenà més òperes, algunes amb un èxit regular, i el 1838 succeí a Basili com a professor de composició i inspector del Conservatori de Milà, càrrec que desenvolupà fins a la seva mort, i on tingué alumnes com el tenor Achille Errani (1823-1897).

## Obres
17 òperes, 4 balls, cert nombre de cantates, entre elles l'escrita en col·laboració amb Coppola, Donizetti, Mercadante i Pacini a la mort de la Malibran, música religiosa, romances i les obres didàctiques, Metodo pratico di canto italiano per camera i 21 ariette per camera, per l'insegnamento del bel canto italiano, les dues molt difoses.
La seva òpera La pastorella fiudataria es va representar a Barcelona l'any 1826.